# أوين
أوين (ويسكونسن) (بالإنجليزية: Owen, Wisconsin)‏ هي قرية و مدينة من الدرجة الرابعة تقع في الولايات المتحدة في مقاطعة كلارك (ويسكونسن). يقدر عدد سكانها بـ 940 نسمة ومساحتها 4.77 كم2 وترتفع عن سطح البحر 379 متر.

## التركيبة السكانية
قام مكتب تعداد الولايات المتحدة بتحديد بيانات التركيبة السكانية لأوينفي تعداد الولايات المتحدة. في ما يلي، التركيبة السكانية حسب تعدادي 2000 و2010.

### تعداد عام 2000
بلغ عدد سكان أوين 936 نسمة بحسب تعداد عام 2000، وبلغ عدد الأسر 412 أسرة وعدد العائلات 255 عائلة مقيمة في المدينة. في حين سجلت الكثافة السكانية 510.9 نسمة لكل ميل مربع (197.3/كم2). وبلغ عدد الوحدات السكنية 455 وحدة بمتوسط كثافة قدره 248.4 نسمة لكل ميل مربع (95.9/كم2).
وتوزع التركيب العرقي للمدينة بنسبة 98.61% من البيض و 0.43% من الأمريكيين الأصليين و 0.11% من الأمريكيين ذوي الأصول الآسيوية و 0.64% من الأمريكيين الأفارقة و 0.21% من عرقين مختلطين أو أكثر.
بلغ عدد الأسر 412 أسرة كانت نسبة 26.5% منها لديها أطفال تحت سن الثامنة عشر تعيش معهم، وبلغت نسبة الأزواج القاطنين مع بعضهم البعض 48.3% من أصل المجموع الكلي للأسر، ونسبة 10.2% من الأسر كان لديها معيلات من الإناث دون وجود شريك، وكانت نسبة 37.9% من غير العائلات. تألفت نسبة 32.3% من أصل جميع الأسر من أفراد ونسبة 21.6% كانوا يعيش معهم شخص وحيد يبلغ من العمر 65 عاماً فما فوق. وبلغ متوسط حجم الأسرة المعيشية 2.84، أما متوسط حجم العائلات فبلغ 2.27.
بلغ العمر الوسطي للسكان 41 عاماً. وكانت نسبة 23.3% من القاطنين تحت سن الثامنة عشر، وكانت نسبة 9.1% بين الثامنة عشر والأربعة وعشرون عاماً، ونسبة 23.9% كانت واقعةً في الفئة العمرية ما بين الخامسة والعشرون حتى والأربعة وأربعون عاماً، ونسبة 20.6% كانت ما بين الخامسة والأربعون حتى الرابعة والستون، ونسبة 23.1% كانت ضمن فئة الخامسة والستون عاماً فما فوق. يوجد لكل 100 أنثى 90.2 ذكر، ويوجد لكل 100 أنثى في الثامنة عشر من عمرها فما فوق 86.5 ذكر.
بلغ متوسط دخل الأسرة في المدينة 27,368 دولار، أما متوسط دخل العائلة فبلغ 37,955 دولار. وكان متوسط دخل الذكور 27,431 دولار مقابل 20,547 دولار للإناث. وسجل دخل الفرد الخاص بالمدينة 14,981 دولار. وكانت نسبة 9.4% من العائلات ونسبة 13.4% من السكان تحت خط الفقر، وكان من هؤلاء نسبة 19.4% تحت سن الثامنة عشر ونسبة 13.8% في الخامسة والستين من العمر وما فوق.

### تعداد عام 2010
بلغ عدد سكان أوين 940 نسمة بحسب تعداد عام 2010، وبلغ عدد الأسر 419 أسرة وعدد العائلات 252 عائلة مقيمة في المدينة. في حين سجلت الكثافة السكانية 531.1 نسمة لكل ميل مربع (205.1/كم2). وبلغ عدد الوحدات السكنية 485 وحدة بمتوسط كثافة قدره 274.0 لكل ميل مربع (105.8/كم2).
وتوزع التركيب العرقي للمدينة بنسبة 96.7% من البيض و 0.1% من الأمريكيين الأصليين و 0.1% من الأمريكيين ذوي الأصول الآسيوية و 0.5% من الأمريكيين الأفارقة و 0.5% من عرقين مختلطين أو أكثر.
بلغ عدد الأسر 419 أسرة كانت نسبة 27.7% منها لديها أطفال تحت سن الثامنة عشر تعيش معهم، وبلغت نسبة الأزواج القاطنين مع بعضهم البعض 44.4% من أصل المجموع الكلي للأسر، ونسبة 8.4% من الأسر كان لديها معيلات من الإناث دون وجود شريك، بينما كانت نسبة 7.4% من الأسر لديها معيلون من الذكور دون وجود شريكة وكانت نسبة 39.9% من غير العائلات. تألفت نسبة 35.8% من أصل جميع الأسر من أفراد ونسبة 16.2% كانوا يعيش معهم شخص وحيد يبلغ من العمر 65 عاماً فما فوق. وبلغ متوسط حجم الأسرة المعيشية 2.87، أما متوسط حجم العائلات فبلغ 2.23.
بلغ العمر الوسطي للسكان 40.4 عاماً. وكانت نسبة 23.7% من القاطنين تحت سن الثامنة عشر، وكانت نسبة 8.8% بين الثامنة عشر والأربعة وعشرون عاماً، ونسبة 22.1% كانت واقعةً في الفئة العمرية ما بين الخامسة والعشرون حتى والأربعة وأربعون عاماً، ونسبة 25.5% كانت ما بين الخامسة والأربعون حتى الرابعة والستون، ونسبة 19.9% كانت ضمن فئة الخامسة والستون عاماً فما فوق. وتوزع التركيب الجنسي للسكان بنسبة 48.2% ذكور و51.8% إناث.